# Tomatenmes
Een tomatenmes is een klein gekarteld keukenmes dat vooral wordt gebruikt om tomaten mee te snijden. De gekartelde rand laat het mes voorzichtig door de huid van de tomaat snijden, zonder dat de tomaat zelf kapotgaat.
Veel tomatenmessen hebben een gevorkte punt waarmee de zaden goed uit de tomaat kunnen worden gehaald.

## Galerij

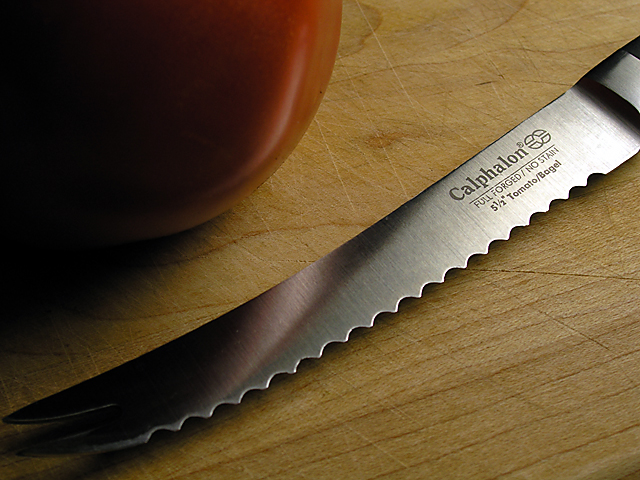
Calphalon-tomaatmes
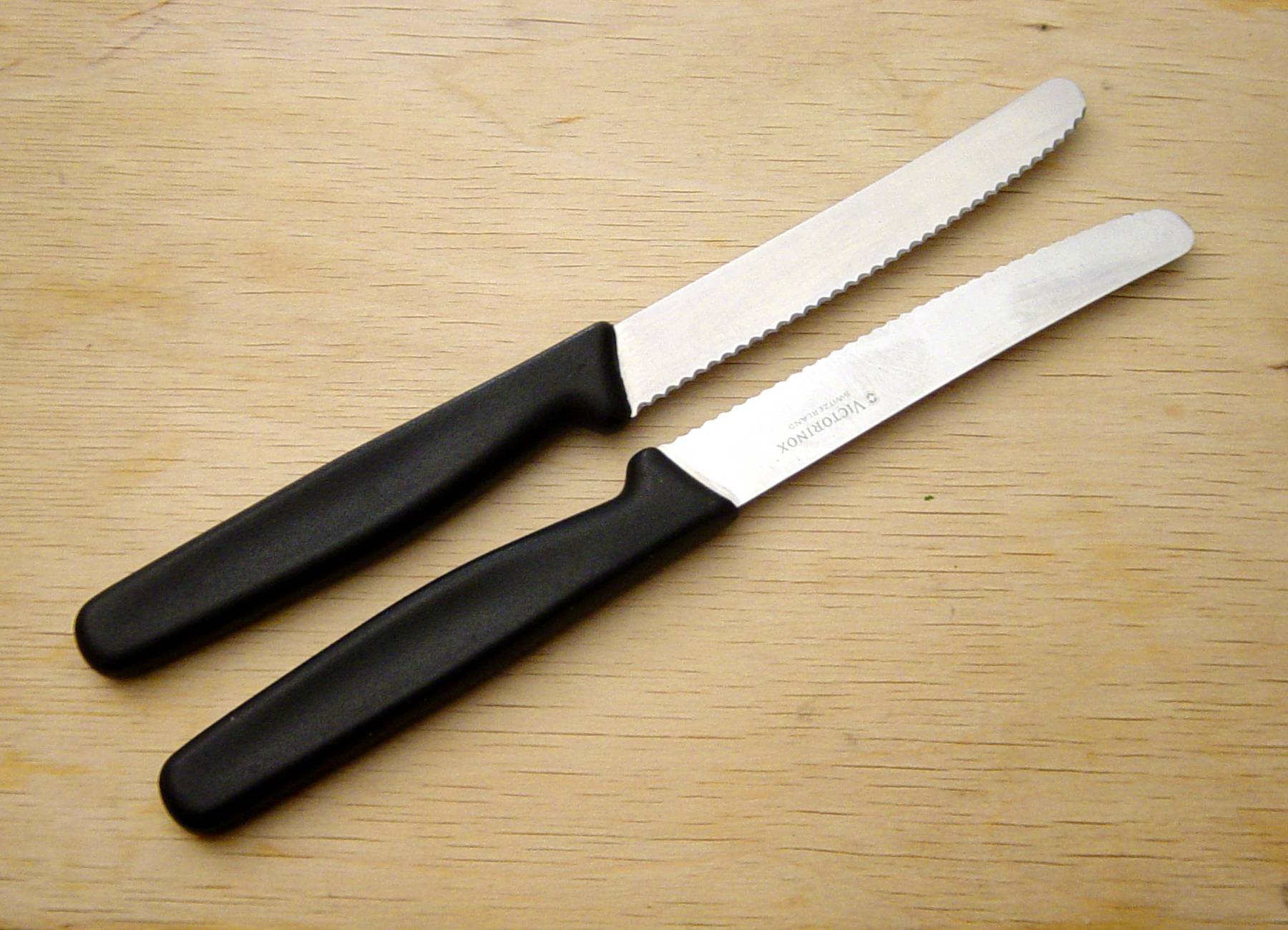
Victorinox-tomatenmessen